# 吳然天
吳然天（韩语：오연천，1951年2月7日—），韩国的的行政学者兼大学教授，2010年至2014年任首尔大学校长。

## 生平
忠清南道公州市出身，毕业于首尔大学政治系，曾获得美国纽约大学研究生院财政管理硕士和博士学位。1975年行政高等考试合格，1982年至1983年任韩国经济研究院首席研究员，1983年开始在首尔大学行政研究生院担任教授，长达30多年。2000年至2004年担任首尔大学行政研究生院院长职务，2010年7月20日接替李长茂当选第25届首尔大学校长，任至2014年。

## 学历
- 京畿高中毕业
- 首尔大学文理分院和大学政治系学士
- 美国纽约大学研究生院财政管理硕士（1979年）
- 美国纽约大学研究生院财政管理博士（1982年）

## 主要经历
- 1975年：行政高等考试合格（第17届）
- 1982年 ~ 1983年：韩国经济研究院首席研究员
- 1987년 : 인도네시아 공공사업성 자문관
- 1991年至1992年：德国柏林大学邀请教授
- 1997年：韩国税务学会会长
- 1998年：首尔市市政改革委员会委员
- 1998年：首尔市人事委员会委员
- 1998年 ~ 1999年 : 企划预算委员会委员
- 1999年 : 世界银行民营化事务顾问
- 2000年 ~ 2006年 : 财团法人韩国议会发展研究会理事长
- 2001年 ~ 2003年 : 企划预算处政府投资机关经营评价团团长
- 2002年 ~ 2007年 : 韩国国有企业学会会长
- 2002年 : 首尔市市政研究院理事长
- 2003年 ~ 2007年 : 信息通讯部信息通讯政策审议委员会委员长
- 2006年 : 规制改革委员会委员
- 2007年 : 韩国公共选择学会会长
- 2008年 : 企划财政部公共企业先进化特委委员长
- 2005年 ~ 2009年 : 知识经济部产业技术评价院理事长和理事选任
- 2009年 ~ 目前 : 韩国白血病儿童财团理事长
- 2008年 ~ 2010年 : 财团法人生物新药长期事业团理事长
- 2007年 ~ 2009年 : 知识经济部产业发展审议委员会委员长
- 2000年 ~ 2004年 : 首尔大学行政研究生院院长
- 1983年 ~ 2010年 : 首尔大学行政研究生院教授
- 2010年 ~ 2014年 : 首尔大学校长（（第25届）
- 2011年12月 ~ 2014年7月: 首尔大学理事长(제1대)
- 2015年3月 ~ 目前 : 蔚山大学校长

## 获奖经历
- 2005年 : 信息化及IT强国贡献红晕勤政勋章（강국기여 홍조근정훈장）

## 著作
- 《财政和经济福利》（재정과 경제복지）(1989年)
- 《韩国地方再论》（한국지방재정론）(1989年)
- 《韩国造舆论》（한국조세론）(1992年)
- 《财政改革的前景和财产税的改善课题》（재정개혁의 전망과 재산세제의 개선과제）(집문당, 1996年) ISBN 8930304087
- 《韩国病：必须脱离IMF顽症》（한국병 : 고질병을 고쳐야 IMF 벗어난다）(1998年, 合著)
- 《全球化时代的国家政策》（세계화시대의 국가정책）(박영사, 2004年) ISBN 8910452064
- 《系统、改革、未来、游戏规则 - 强的市场、健康的政府》（시스템 개혁 미래를 읽어내는 게임의 룰 - 강한 시장, 건강한 정부）(올리브엠앤비, 2009年) ISBN 9788990673152
- 《首尔大学校长吴然天超越我们的人生 - 大学希望》（서울대 총장 오연천의 나를 넘어 우리를 위한 삶 - 대학이 희망이다）(首尔大学文化出版院서울대학교출판문화원, 2014年) ISBN 9788952116437